# کربی دیک
کربی دیک (انگلیسی: Kirby Dick؛ زادهٔ ۲۳ اوت ۱۹۵۲) کارگردان، تهیه‌کننده، فیلم‌نامه‌نویس، ویراستاری اهل ایالات متحده آمریکا است. وی از سال ۱۹۸۱ میلادی تاکنون مشغول فعالیت بوده است.

## آثار
- شکارگاه (فیلم)[۱]